# 까치류

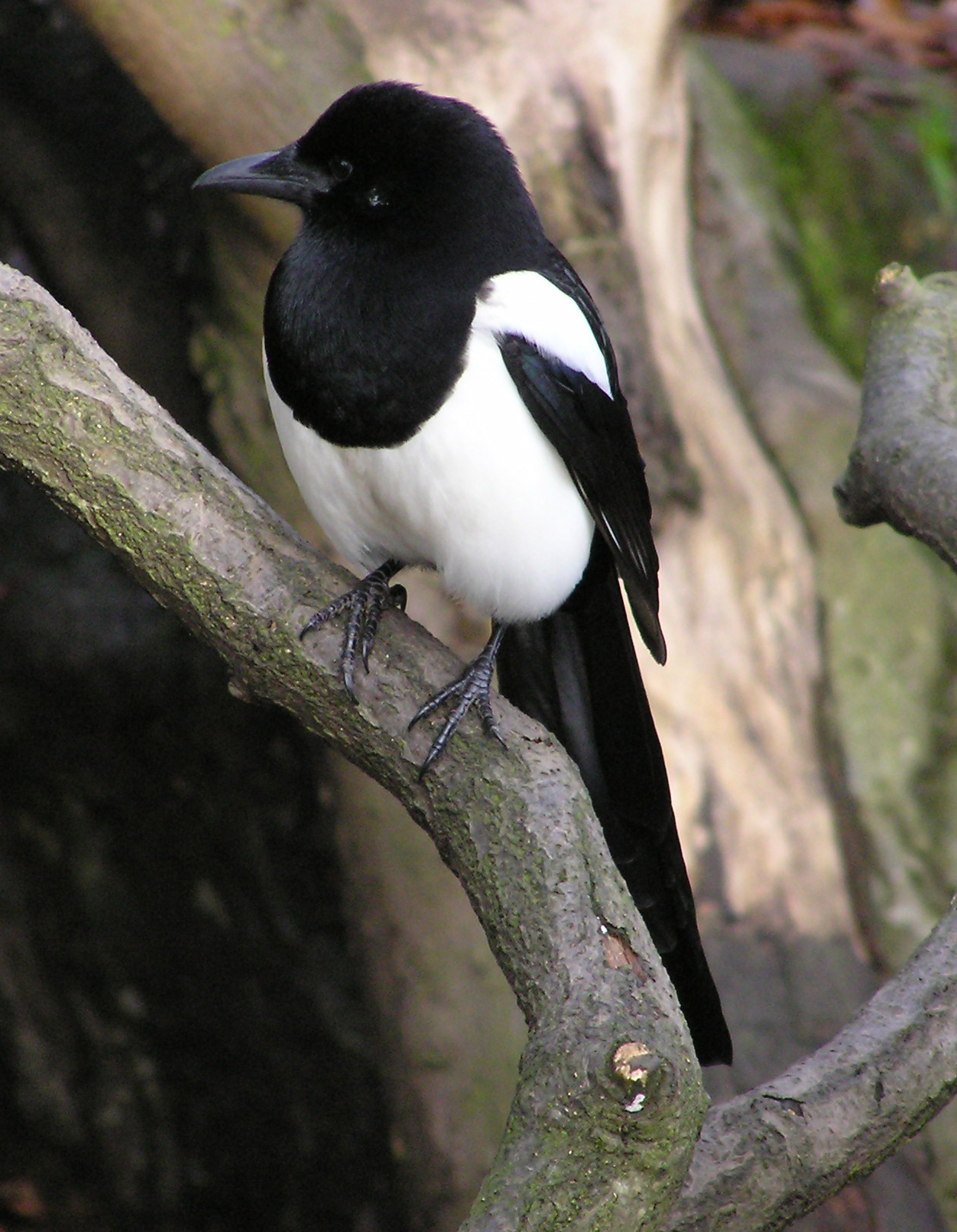

까치류(영어: magpie)는 까마귀과의 새들로 까치속(pica), 청까치속(Urocissa), 녹까치속(Cissa), 물까치속(Cyanopica)의 총칭이다.